# Andrew Bird (wioślarz)
Andrew David Bird (ur. 17 marca 1967 w Greymouth) – nowozelandzki wioślarz (sternik). Brązowy medalista olimpijski z Seulu.
Brązowy medal zdobył w czwórce ze sternikiem. Osadę tworzyli ponadto Chris White, Ian Wright, Greg Johnston, George Keys. W tej samej konkurencji był drugi na mistrzostwach świata w 1986.